# Еккыркорт
Еккырко́рт (чечен. Юккъера корта) — гора в Северо-Кавказском федеральном округе, находится северо-восточнее горы Яцебкорт в Ачхой-Мартановском районе Чеченской Республики.
Высота над уровнем моря составляет 2410,5 метров. На склонах горы берёт начало река Малый Мартан, а также притоки рек Мартан и Гехи.

## География
Гора находится недалеко от границы Ачхой-Мартановского района с Итум-Калинским и Шатойским районами.

## Этимология
Название горы «чечен. Юккъера корта» с чеченского переводится как «Серединная вершина». Находится между историческими областями Нашха и Пешха. Название состоит из двух слов: йуккъера — средняя, общая; корта — вершина, голова.

## Достопримечательности
Еккыркорт в Ачхой-Мартанском районе является местной достопримечательностью, так как наивысшая точка позволяет относить её к категории гор двухтысячников, находящихся на  данном массиве. На северных склонах горы Еккыркорт находятся развалины прежних поселений на реке Малый Мартан и развалины аула Хилой в верховьях реки Гехи, на юго-западных склонах горы.